# Iredell megye
Iredell megye az Amerikai Egyesült Államokban, azon belül Észak-Karolina államban található. Megyeszékhelye Statesville, legnagyobb városa Mooresville. Lakosainak száma 186 693 fő (2020. április 1.). Iredell megye Yadkin, Davie, Rowan, Cabarrus, Mecklenburg, Lincoln, Catawba, Alexander és Wilkes megyékkel határos.

## Népesség
A megye népességének változása:
| Lakosok száma | 159 812 | 161 074 | 162 694 | 164 517 | 169 866 | 186 693 |
|               | 2010    | 2011    | 2012    | 2013    | 2015    | 2020    |